# Virgil Calotescu
Virgil Calotescu (n. 16 ianuarie 1928, Dobroteasa, județul Argeș (azi în județul Olt) – d. 6 mai 1991, București) a fost un prolific regizor român de filme documentare și de ficțiune, multe dintre acestea realizate pe scenarii scrise de Francisc Munteanu.

## Biografie
A absolvit în anul 1950 Facultatea de Istorie a Universității din București.
Virgil Calotescu și-a realizat debutul cinematografic în cadrul studioului Sahia Film, regizând documentarul Daruri smulse naturii (1952), cu un scenariu scris de Pompiliu Gîlmeanu.

## Distincții
- Ordinul Muncii clasa a III-a (7 martie 1956) „pentru merite deosebite în muncă”[2]

## Filmografie

### Regizor
- Daruri smulse naturii (1952), scenariul Pompiliu Gîlmeanu[1]
- Aurul alb (1954)
- Pe urmele lui 1907 (1957)
- Însemnări din Portul Roșu (1957)
- Ultima generație de săraci (1958)
- Reconstituirea (1960), scenariul Gheorghe Enoiu, imaginea Pantelie Țuțuleasa[3]
- Negru pe alb (1961)
- Scoicile nu au vorbit niciodată (1962), în colaborare cu Sergiu Nicolaescu
- Ochii orașului meu (1963)
- Mărturiile unei mese de restaurant (1963)
- Afacerea Splaiul (1963)
- România orizont '64 (1964)
- Diferite imagini (1964)
- Camera albă (1964)
- Ritmuri și imagini (1966)
- Insula sclavilor (1966)
- Românii și Marele Octombrie (1967)
- Subteranul (1967)
- Sâmbătă morților (1968)
- Colegialitate (1968)
- Roadele pământului (1969)
- Războiul domnițelor (1969)
- Eroii nu mor niciodată (1970)
- Evocări (1971)
- O sută de gloanțe (1972)
- Necazurile Sfintei Fecioare (1972)
- Dragostea începe vineri (1973)
- Trei scrisori secrete (1974)
- Doftana (1974)
- Transfăgărășanul (1975)
- Mastodontul (1975)
- Ultima noapte a singurătății (1976)
- Pagini de istorie (1976)
- Cetăți și biserici fortificate în Transilvania (1976)
- O viață închinată fericirii poporului (1978)
- Acțiunea „Autobuzul” (1978)
- Drumuri în cumpănă (1979)
- Ultima frontieră a morții (1979)
- Rețeaua S (1980)
- Portretul unei generații (1980)
- Partidul, inima țării (1981)
- Ana și „hoțul” (1981)
- Buletin de București (1983)
- Amurgul fântânilor (1983)
- Al patriei erou între eroi (1983)
- Căsătorie cu repetiție (1985)
- Partidul, patria, poporul (1986)
- Păstrează-mă doar pentru tine (1987)
- Misiunea (1989) - serial TV